# ColorOS
O ColorOS é uma interface de usuário desenvolvida pela Oppo com base no Android Open Source Project (AOSP). Inicialmente, os celulares da Realme utilizavam o ColorOS até serem substituídos pelo Realme UI em 2020. O Realme UI incorpora alguns aplicativos do ColorOS. A partir da série OnePlus 9, a OnePlus passou a pré-instalar o ColorOS em todos os smartphones vendidos na China continental, substituindo o HydrogenOS (versão chinesa do OxygenOS).

## História
A primeira versão do ColorOS foi lançada em setembro de 2013. Antes disso, a Oppo já havia lançado diversos smartphones Android. O sistema não era Android puro, mas a Oppo não o identificava como ColorOS. Ao longo dos anos, a Oppo lançou novas versões oficiais do sistema operacional. A versão principal 4 foi pulada devido à superstição em torno do número. Para evitar confusão, em 2020 a empresa anunciou que adotaria a mesma numeração do Android principal e, assim, o ColorOS saltou da versão 7 para a 11 com o lançamento do Android 11.  
Foi anunciado que o ColorOS, o Oxygen OS (da OnePlus) e o Realme UI se fundiriam em uma única interface para Android, que seria usada em todos os smartphones OnePlus, Oppo e Realme. No entanto, esses planos foram cancelados, e as três interfaces continuam sendo desenvolvidas na mesma base de código, mas de forma independente.